# Missal
Missal é um município brasileiro localizado no oeste do estado do Paraná.

## Geografia
Com uma população estimada em 2024 de 11.301 habitantes, a maioria descendente de alemães, Missal fica a 615 km da Capital do Estado, Curitiba, via BR 277. Quanto ao posicionamento geográfico do município, a latitude é de 25°05’00” sul e a longitude 24°15’00” W- GR. Segundo IPARDES 2011, seu território tem 323,042 km², sendo que 43,470 km² banhados pelo Lago de Itaipu. Possui os seguintes limites: 
- Ao norte: Reservatório da Itaipu e município de Santa Helena.
- Ao sul: Rio Ocoí, Córrego Cedro, Rio São João e Reservatório do Lago de Itaipu.
- Ao leste: com os municípios de Matelândia, Medianeira, Ramilândia e Diamante D'Oeste.
- Ao oeste: com o município de Itaipulândia, Reservatório do Lago de Itaipu.

### Clima
Seus verões são quentes com tendência a concentração das chuvas e com temperatura média superior a 34°C, com sensação térmica acima dos 38°C. O inverno, com geadas pouco frequentes, apresenta temperatura média inferior a 18°C, podendo atingir temperaturas até  31°C . Não há estação seca definida. O índice pluviométrico médio anual é de 1788 milímetros.

### Relevo
O relevo é composto em média por 70 % de terras planas ou suavemente onduladas e 30% por terras pedregosas de acentuada declividade. A altitude média é de 320 metros e o clima é subtropical úmido mesotérmico.